# Schilbeidae
Schilbeidae — родина сомоподібних. Має 10 родів та 60 видів. Інша назва «скляні соми».

## Опис
Загальна довжина представників цієї родини коливається від 6 см до 2 м. Голова пласка. Мають 3—4 пари довгих вусиків, більшість з яких розташовано на нижній щелепі. Тулуб стрункий, подовжений, стиснутий з боків. Спинний плавець з короткою основою і жорстким променем (лише представники роду Parailia зовсім позбавлені спинних плавців). Присутній жировий плавець. У деяких видів відсутні черевні плавці. Анальний плавець доволі довгий, з 24—90 променями. Хвостовий плавець роздвоєний.
Забарвлення яскраве, часто напівпрозоре, білувате до сріблястого кольору. Звідси походить назва цих риб.

## Спосіб життя
Це пелагічні риби. Воліють прісних водойм. Полюбляють відкриту воду та мілину. Активні вдень. Великі види є хижаками. Живляться дрібними рибами, ракоподібними й комахами.
Відкладають ікру, яку залишають без нагляду.
Мають важливе значення для промислового рибальства.

## Розповсюдження
Поширені в Африці (на південь від пустелі Сахара, за винятком Капської провінції ПАР, також у нижній течії Нілу) та в Азії (від нижньої течії річки Інд до південного Китаю і до лінії Воллеса в Індонезії).

## Роди
- Eutropiichthys
- Irvineia
- Neotropius
- Parailia
- Pareutropius
- Platytropius
- Proeutropiichthys
- Schilbe
- Silonia
- Siluranodon